# Filodem d'Argos
Filodem (en llatí: Philodemus, en grec antic: Φιλόδημος) fou un polític i militar grec nadiu d'Argos i al servei de Jerònim de Siracusa.
L'any 215 aC, el rei Jerònim el va enviar com ambaixador a Hanníbal per proposar-li una aliança. El 212 aC quan Marc Claudi Marcel estava assetjant Siracusa, Filodem era governador del fortí d'Euríel a la part alta d'Epípoles i va oferir de rendir-se als romans amb la condició de deixar sortir a la guarnició lliurement cap a l'Acradina on era Epícides de Siracusa. Se li va acceptar aquesta condició i es va poder retirar lliurement tal com demanava, segons que expliquen Polibi i Titus Livi.